# Philadelphia Opera Company (1938-1944)

Philadelphia Opera Company era il nome di due differenti compagnie d'opera statunitensi, attive durante il ventesimo secolo a Filadelfia, Pennsylvania. La prima fu fondata dall'Impresario teatrale Oscar Hammerstein I nel 1908. Questa società si sciolse solo due anni più tardi a causa di problemi finanziari. La seconda compagnia fu fondata dal direttore d'orchestra Sylvan Levin nel 1938 e fu attiva per sei anni prima di essere chiusa anch'essa nel 1944 sempre a causa di motivi finanziari.

## La Philadelphia Opera Company di Sylvan Levin: 1938-1944
Nel 1938, Sylvan Levin fondò la seconda Philadelphia Opera Company e ne fu il direttore artistico e principale direttore d'orchestra per i successivi sei anni. La compagnia mise insieme la quasi totalità delle sue produzioni presso l'Accademia di Musica di Filadelfia fino alla sua ultima stagione, quando allestì le sue produzioni al Teatro Erlanger. La prima messa in scena della POC fu La bohème di Giacomo Puccini il 19 gennaio 1939, con Barbara Thorne come Mimì, Fritz Krueger come Rodolfo, Frank Cappelli come Marcello, Frances Greer come Musetta, sotto la direzione di Levin. L'ultima rappresentazione della compagnia fu Il Pipistrello di Johann Strauss II il 18 febbraio 1944, con Robert Stuart come Alfredo, Jayne Cozzens come Adele, Helena Bliss come Rosalinda, e Joseph Laderoute come Gabriele von Eisenstein. I momenti più alti nella storia delle rappresentazioni della POC furono la realizzazione della prima messa in scena de The Old Maid and the Thief di Gian Carlo Menotti nel febbraio del 1941, e la prima mondiale di Ramuntcho di Deems Taylor il 10 febbraio 1942.